# Normaal Amsterdams Peil

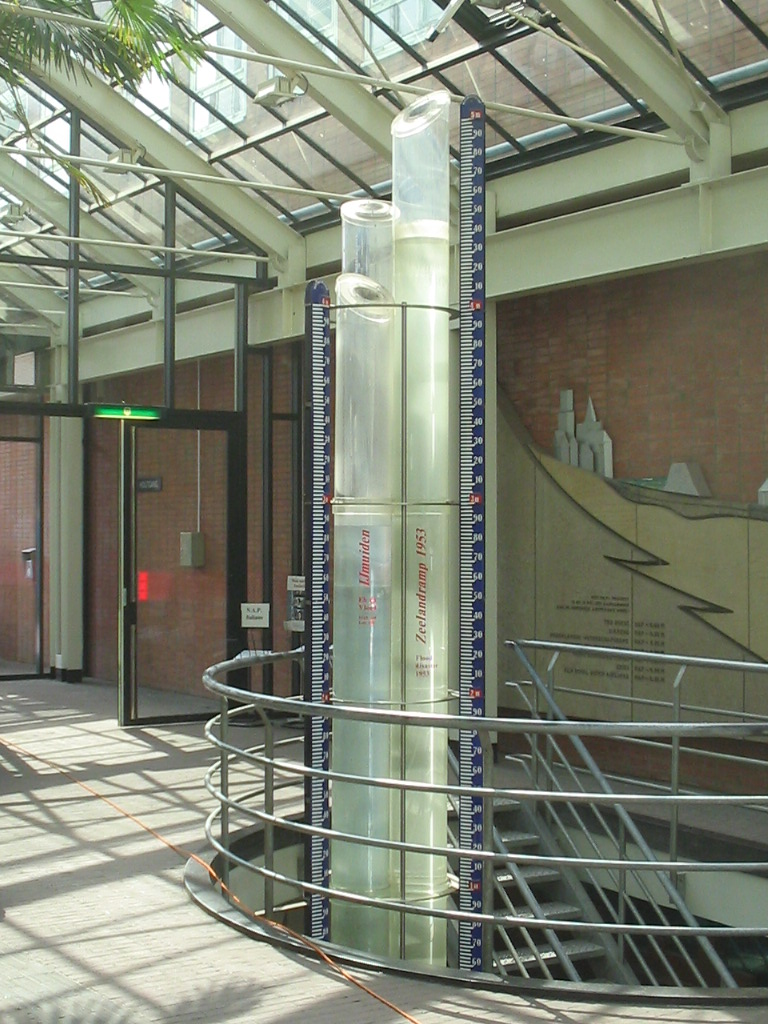
Referensnivå i Amsterdams stadshus; den högsta kolonnen anger nivån vid översvämningen 1953.

Normaal Amsterdams Peil (NAP) är referensnivån för höjdmätningar i Västeuropa. Det kallas havsnivå och ligger nära geoiden. 
Amsterdam definierade "Amsterdams Peil" 1684 med märken på samma nivå vid slussarna runt staden. Man utgick från medelvärdet av högvatten på sommaren. Därför ligger referensnivån något över havets medelhöjd. Från 1818 var AP utgångspunkt för höjdbestämningar i hela Nederländerna. Vid slutet av 1800-talet normaliserade man med andra poldernivåer i Nederländerna, därav ett "N". 1879 anslöt Preussen sitt "Normalnull", 1973 följde fler europeiska länder.